# K–480 Ak Barsz
A K–480 Ak Barsz (cirill betűkkel: К-480 Ак Барс) a Szovjet Haditengerészet, majd az Orosz Haditengerészet 971 Scsuka-B típusú atommeghajtású vadásztengeralattjárója volt. 1989-ben állították szolgálatba az Északi Flottánál. 2002-ben vonták ki a szolgálatból, majd 2010-ben szétbontották.

## Története
A hajó építése 1985. február 22-én kezdődött a szeverodvinszki Szevmas hajógyárban, 821. gyári sorozatszámmal. Ez volt a hajóosztály első egysége, amelyet a Szevmas épített. 1988. április 16-án bocsátották vízre. 1988 nyarán és őszén egy 55 napos próbaúton vett részt, majd november és december folyamán a hadrendbe állításhoz szükséges állami teszteket végezték el. 1989. december 29-én állították szolgálatba K–480 hadrendi jelzéssel az Északi Flottánál, ahol a flotta 3. tengeralattjáró-flottillájának 24. tengeralattjáró-hadosztályához osztották be. 
A hajó 1991. július 24-én kapta a Barsz (magyarul: leopárd) nevet. 1996-ban a flotta együttműködési megállapodást írt alá Tatárföld kormányzatával, melynek értelmében a köztársaság védnökséget vállalt a hajó felett. (Az 1990-es évek elején ez a védnökség a nehéz anyagi helyzetben lévő orosz haditengerészet egységeinek anyagi és egyéb javakkal – pl. élelmiszerrel – történő támogatását jelentette.) Az együttműködés alapján 1998-ban a hajót Tatárföld nemzeti jelképéről, a köztársaság címerében is szereplő hópárducról Ak Barsz névre keresztelték.
A tengeralattjárót 2002. október 1-jén vonták ki a szolgálatból, utána a hajót a Szajda-öbölben, Gadzsijevónál tárolták. 2007-ben átadták a szeverodvinszki Zvjozdocska hajógyárnak szétbontásra. Az orosz hadilobogót 2008. december 1-jén vonták le. 2009 áprilisában kezdték el a nukleáris fűtőanyag kiemelését a hajó reaktorából. A bontási munkálatok során 2010. február 19-én a hajótest 3. rekeszében tűz keletkezett, amelynek az eloltása közel 15 órát vett igénybe. A nukleáris fűtőanyagot ekkorra már eltávolították, sem nukleáris szennyezés, sem sérülés nem történt.
A szétbontott hajó nyomásálló hajótestének egyes részeit később a Vlagyimir Monomah ballisztikusrakéta-hordozó tengeralattjáró építésénél használtak fel. Később olyan hírek is megjelentek, hogy a K–480 szétbontására a Vlagyimir Monomah építése miatt volt szükség. A hajó kiemelt reaktora 2015-ben még mindig a Szajda-öbölben, egy úszó platformon tárolták.